# Переписна область №3 (Манітоба)
Переписна область №3 (англ. Division No.  3) — переписна область в Канаді, у провінції Манітоба.

## Населення
За даними перепису 2016 року, переписна область нараховувала 54796 жителів, показавши зростання на 8,1%, порівняно з 2011-м роком. Середня густина населення становила 10,4 осіб/км².
З офіційних мов обидвома одночасно володіли 2 430 жителів, тільки англійською — 50 365, тільки французькою — 25, а 1 505 — жодною з них. Усього 21,085 осіб вважали рідною мовою не одну з офіційних, з них 25 — одну з корінних мов, а 195 — українську.
Працездатне населення становило 68,5% усього населення, рівень безробіття — 5,2% (5,1% серед чоловіків та 5,4% серед жінок). 82,9% були найманими працівниками, 16% — самозайнятими.
Середній дохід на особу становив $38 351 (медіана $31 540), при цьому для чоловіків — $46 933, а для жінок $29 911 (медіани — $40 743 та $23 522 відповідно).
29,1% мешканців мали закінчену шкільну освіту, не мали закінченої шкільної освіти — 35,2%, 35,6% мали післяшкільну освіту, з яких 29,6% мали диплом бакалавра, або вищий, 45 осіб мали вчений ступінь.
| Статево-вікова структура населення | Статево-вікова структура населення | Статево-вікова структура населення | Статево-вікова структура населення | Статево-вікова структура населення |
| ---------------------------------- | ---------------------------------- | ---------------------------------- | ---------------------------------- | ---------------------------------- |
|                                    |                                    |                                    |                                    |                                    |
| Всього                             | Всього                             | 49,9%50,1%                         |                                    |                                    |
| 0 — 14 років                       | 0 — 14 років                       |                                    | 24,8%                              | 24,8%                              |
| 15 — 64 років                      | 15 — 64 років                      |                                    | 61,6%                              | 61,6%                              |
| 65 і більше                        | 65 і більше                        |                                    | 13,6%                              | 13,6%                              |
| 85 і більше                        | 85 і більше                        |                                    | 2,4%                               | 2,4%                               |
| 100 і більше                       | 100 і більше                       |                                    | 0%                                 | 0%                                 |
| Середній вік (років)               | Середній вік (років)               | 34,936,9                           | 35,9                               | 35,9                               |
| Медіана (років)                    | Медіана (років)                    | 32,134,4                           | 33,3                               | 33,3                               |
| — чоловіки — жінки                 |                                    |                                    |                                    |                                    |

| Походження мешканців:     | Походження мешканців:     | Походження мешканців: | Походження мешканців: | Походження мешканців: |
| ------------------------- | ------------------------- | --------------------- | --------------------- | --------------------- |
| Походження                |                           |                       | осіб                  | %                     |
| Корінні американці        | Корінні американці        |                       | 2 410                 | 4.53%                 |
| Інше північноамериканське | Інше північноамериканське |                       | 15 430                | 29.01%                |
| Європейське               | Європейське               |                       | 41 900                | 78.79%                |
| британське                | британське                |                       | 9 550                 | 17.96%                |
| французьке                | французьке                |                       | 3 245                 | 6.1%                  |
| українське                | українське                |                       | 4 165                 | 7.83%                 |
| Карибське                 | Карибське                 |                       | 145                   | 0.27%                 |
| Латинськоамериканське     | Латинськоамериканське     |                       | 5 075                 | 9.54%                 |
| Африканське               | Африканське               |                       | 350                   | 0.66%                 |
| Азійське                  | Азійське                  |                       | 1 485                 | 2.79%                 |
| Океанійське               | Океанійське               |                       | 20                    | 0.04%                 |

| Зайнятість населення за галузями (за класифікацією NOC): | Зайнятість населення за галузями (за класифікацією NOC): | Зайнятість населення за галузями (за класифікацією NOC): | Зайнятість населення за галузями (за класифікацією NOC): | Зайнятість населення за галузями (за класифікацією NOC): |
| -------------------------------------------------------- | -------------------------------------------------------- | -------------------------------------------------------- | -------------------------------------------------------- | -------------------------------------------------------- |
|                                                          |                                                          |                                                          |                                                          |                                                          |
| Управління                                               | Управління                                               |                                                          | 12,7%                                                    | 12,7%                                                    |
| Бізнес, фінанси та адміністрування                       | Бізнес, фінанси та адміністрування                       |                                                          | 11%                                                      | 11%                                                      |
| Природничі та прикладні науки                            | Природничі та прикладні науки                            |                                                          | 2,7%                                                     | 2,7%                                                     |
| Охорона здоров'я                                         | Охорона здоров'я                                         |                                                          | 6,6%                                                     | 6,6%                                                     |
| Освіта, правозахист, муніципальні та урядові служби      | Освіта, правозахист, муніципальні та урядові служби      |                                                          | 9,8%                                                     | 9,8%                                                     |
| Мистецтво, культура, відпочинок та спорт                 | Мистецтво, культура, відпочинок та спорт                 |                                                          | 1,6%                                                     | 1,6%                                                     |
| Роздрібна торгівля та послуги                            | Роздрібна торгівля та послуги                            |                                                          | 19,3%                                                    | 19,3%                                                    |
| Гуртова торгівля, транспорт та обладнання                | Гуртова торгівля, транспорт та обладнання                |                                                          | 21,3%                                                    | 21,3%                                                    |
| Природні ресурси, сільське господарство                  | Природні ресурси, сільське господарство                  |                                                          | 5,3%                                                     | 5,3%                                                     |
| Виробництво                                              | Виробництво                                              |                                                          | 9,6%                                                     | 9,6%                                                     |

## Населені пункти
До переписної області входять міста Вінклер, Морден, містечка Морріс, Карман, Альтона, муніципалітети Томпсон, Роланд, Монткальм, Стенлі, Морріс, Дафферін, а також хутори, інші малі населені пункти та розосереджені поселення.

## Клімат
Середня річна температура становить 3,1°C, середня максимальна – 24,1°C, а середня мінімальна – -23,6°C. Середня річна кількість опадів – 524 мм.
| Клімат поселення                              | Клімат поселення | Клімат поселення | Клімат поселення | Клімат поселення | Клімат поселення | Клімат поселення | Клімат поселення | Клімат поселення | Клімат поселення | Клімат поселення | Клімат поселення | Клімат поселення | Клімат поселення |
| Показник                                      | Січ.             | Лют.             | Бер.             | Квіт.            | Трав.            | Черв.            | Лип.             | Серп.            | Вер.             | Жовт.            | Лист.            | Груд.            |                  |
| Середній максимум, °C                         | −10,82           | −6,88            | 0,36             | 10,24            | 18,48            | 23,83            | 24,14            | 23,37            | 17,84            | 10,70            | 0,30             | −8,72            |                  |
| Середня температура, °C                       | −17,2            | −13,26           | −6,01            | 3,84             | 12,10            | 17,45            | 19,48            | 18,70            | 13,20            | 6,00             | −4,4             | −13,4            |                  |
| Середній мінімум, °C                          | −23,6            | −19,64           | −12,4            | −2,52            | 5,70             | 11,07            | 14,82            | 14,04            | 8,50             | 1,40             | −9               | −18,04           |                  |
| Норма опадів, мм                              | 21               | 21               | 29               | 31               | 68               | 86               | 76               | 64               | 41               | 34               | 28               | 25               |                  |
| Середньомісячна швидкість вітру, м/с          | 4.40             | 4.30             | 4.50             | 4.60             | 4.70             | 4.10             | 3.60             | 3.70             | 4.20             | 4.50             | 4.50             | 4.42             |                  |
| Середньомісячна сонячна радіація, кДж/м²·день | 4340             | 7665             | 12504            | 17073            | 19855            | 21103            | 21783            | 18538            | 12880            | 7742             | 4377             | 3297             |                  |
| --------------------------------------------- | ---------------- | ---------------- | ---------------- | ---------------- | ---------------- | ---------------- | ---------------- | ---------------- | ---------------- | ---------------- | ---------------- | ---------------- | ---------------- |
| Джерело:                                      |                  |                  |                  |                  |                  |                  |                  |                  |                  |                  |                  |                  |                  |